# Союз демократического центра (Испания)
Союз демократического центра (исп. Unión de Centro Democrático, UCD) — избирательная коалиция, а затем политическая партия в Испании, основанная 3 мая 1977 года премьер-министром Адольфо Суаресом. Сыграла важную роль в переходе Испании к демократии, дважды выигрывая парламентские выборы и формируя правительство. Распущена 18 февраля 1983 года после провала на очередных выборах.
Партия управляла Испанией более пяти лет, с 1977 по 1982 год. На выборах 1977 года коалиция завоевала 165 мест из 350 в Конгрессе депутатов. Не сумев получила большинства мест, она была вынуждена работать с оппозиционными партиями с обеих сторон политического спектра, включая правых из Народного альянса и левых, социалистов и коммунистов. Суарес стал первым демократически выбранным премьер-министром Испании после установления диктатуры Франко. Союз демократического центра сыграл важную роль в написании новой конституции, так, три из семи членов конституционной редакционной комиссии, созданной после этих выборов, представляли эту партию. В 1979 году партия вновь выиграла выборы, но и во второй раз не смогла достичь большинства, получив 168 мест. А вот выборы 1982 года завершились для партии полным провалом. Союз демократического центра финишировал лишь третьим, сумев выиграть всего 11 парламентских мандатов. Через четыре месяца партия самораспустилась.

## История
18 марта 1977 года король Испании Хуан Карлос I указом № 20/1977 назначил парламентские выборы, первые после смерти диктатора Франко. Желая заручиться поддержкой своего курса реформ в новом парламенте, Адольфо Суарес решил организовать новую политическую силу. В результате была создана широкая коалиция Союз демократического центра, которая объединила ряд средних и малых партий разнообразной идеологии: социал-демократы, христианские демократы, либералы, центристы, независимые и другие. Среди независимых было немало консервативных политиков, ранее связанных с режимом Франко.
В коалицию вошли следующие организации:
- Христианские демократы:
  - Христианско-демократическая партия (исп. Partido Demócrata Cristiano; PDC) во главе с Фернандо Альваресом де Миранда и Иньиго Каверо.
- Социал-демократы:
  - Социал-демократическая федерация (исп. Federación Social Demócrata, FSD) во главе с Хосе Рамонос Ласуеном Санчо. Состояла из десяти региональных партий.
  - Социал-демократическая партия Испании (исп. Partido Social Demócrata de España (PSDE) во главе с Франсиско Фернандесом Ордоньесом и Рафаэлем Ариасом Сальгадо. Состояла из шести региональных партий.
  - Независимая социал-демократическая партия (исп. Partido Socialdemócrata Independiente, PSI) во главе с Гонсало Касадо.
  - Испанский социал-демократический союз (исп. Unión Social Demócrata Española (USDE) во главе с Эурико де ла Пенья.
- Правоцентристы-реформисты:
  - Народная партия (исп. Partido Popular, PP) во главе с Пио Кабанильясом, Эмилио Аттардом и Хосе Педро Пересом Льорка. Состояла из семи региональных партий.[7]
- Либералы:
  - Федерация партий демократов и либералов (исп. Federación de Partidos Demócratas y Liberales, FPDL) во главе с Хоакином Гарригасом Уолкером и Антонио Фонтаном. Состояла из девяти региональных партий.
  - Народная демократическая партия (исп. Partido Demócrata Popular, PDP) во главе с Игнасио Камуньяс Солисом.
  - Либеральная партия (исп. Partido Liberal, PL) во главе с Энрике Ларроком.
  - Либеральная прогрессивная партия (исп. Partido Progresista Liberal, PPL) во главе с Хуаном Гарсия Мадарьяга.
- Региональные партии:
  - Экстремадурское региональное действие (исп. Acción Regional Extremeña, AREX) во главе с Энрике Санчесом де Леоном.
  - Независимая галисийская партия (исп. Partido Gallego Independiente, PGI) во главе с Хосе Луисом Меиланом.
  - Андалусийская социально-либеральная партия (исп. Partido Social Liberal Andaluz, PSLA) во главе с Мануэлем Клаверо.
  - Канарский союз (исп. Unión Canaria, UC) во главе с Лоренсо Оларте.
  - Мурсийский демократический союз (исп. Unión Demócrata de Murcia, UDM) во главе с Антонио Пересом Креспо.

Позже к коалиции присоединилась Независимая общественная федерация (исп. Federación Social Independiente, FSI) во главе с Хесусом Санчо Рофом.
Несколько месяцев спустя, все эти партии были объединены и с 4 августа 1977 года Союз демократического центра стал представлять из себя партию.
Первыми выборами для партии стала кампания в июне 1977 года. Благодаря умеренным настроениям большинства избирателей, не пожелавших поддерживать ни правых, ни левых, а отдавших предпочтения центристским силам, Союз смог занять первое место, набрав 6 310 391 голос избирателей (34,44 %), что обеспечило ему 165 мест в нижней палате из 350. Победила коалиция Суареса и на выборах в Сенат, получив 106 мест из 207 выборных. Благодаря успешному выступлению Союза демократического центра на выборах реформаторское правительство Суареса смогло продолжить свою работу по демонтажу франкистской политической системы.
1 марта 1979 года состоялись новые парламентские выборы. На них Союз демократического центра подтвердил свой статус ведущей политической силы Испании, набрав 6 268 593 голоса избирателей (34,84 %) и получиы 168 мест в Конгрессе депутатов, вновь заняв первое место. На выборах в верхнюю палату Союз также одержал победу, завоевав 119 мест из 208.
Фактически, закат Союза начинается уже после выборов 1979 года. В то время как Социалистическая партия постепенно отказывается от марксизма, перемещаясь с левого фланга на левый центр, правый Народный альянс переживает смену поколений, всё больше ориентируясь на политический центр и преодолевая своё франкистское прошлое. Таким образом, пространство для центристского СДЦ начинает сокращаться. Одновременно разгорается внутренний конфликт между различными группировками Союза, что привело к отставке Суареса с поста премьер-министра в январе 1981 года. Это тоже стало одной из причиной исчезновения партии. Суарес был заменён на Леопольдо Кальво Сотело на оставшуюся часть срока кортесов. При этом, партия становилась всё более непопулярной в связи с ростом безработицы, инфляции и общим экономическим кризисом, поразившим страну.
В ходе работы кортесов 1979—1982 годов партия пережила ряд расколов и уходов. 7 марта 1980 года Жоаким Молинс покинул парламентскую фракцию СДЦ, присоединившись затем к каталонским националистам из Конвергенции и Союза. 25 апреля того же 1980 года партию покинул Мануэль Клаверо из-за разногласий по поводу устава автономии Андалусии. Два месяца спустя, из-за этого же вопроса ушёл Хосе Гарсиа Перес, присоединившись в сентябре к Андалузской социалистической партии.
В ноябре 1981 года из партии ушёл Мануэль Диас-Пиньес, в феврале 1982 года он вместе с тремя другими депутатами от СДЦ присоединился к Народному альянсу. В феврале 1982 года сразу 10 депутатов из левого крыла покинули Союз и сформировали Партию демократического действия. В выборах 1982 года эта группа приняла участие как часть списка ИСРП, а в январе 1983 года слилась с Соцпартией.
Летом 1982 года партия вновь раскололась. В августе 13 депутатов покинули Союз и образовали Народно-демократическую партию, которая в преддверии выборов 1982 года объединилась с Народным альянсом. В том же в августе, 16 депутатов во главе с бывшим лидером Союза и премьер-министром Адольфо Суаресом сформировали свою партию — Демократический и социальный центр (исп. Centro Democratico y Social, CDS), которая на выборах 1982 года стала прямым конкурентом с Союзом демократического центра в борьбе за голоса центристского электората.
В результате, к осени 1982 года численность парламентской фракции Союза демократического центра сократилась до 124 депутатов. В ИСРП в этот момент насчитывалось 118 депутатов, также социалисты могли рассчитывать на поддержку 10 депутатов Партии демократического действия и 21 члена коммунистической партии. В свете этой новой ситуации в парламенте, Кальво Сотело назначил новые выборы.
Всеобщие выборы 1982 года убедительно выиграли социалисты. Причиной этого стали тяжёлое экономические положение, попытка государственного переворота в феврале 1981 года и распад Союза демократического центра. Для правящей же партии итоги выборов оказались провальными. Возглавляемая Ланделино Лавилья в качестве кандидата на пост премьер-министра, Союз смог взять только 6,7 % голосов и 11 мест. Это одно из худших в истории Западной Европы поражений правящей партии. Большая часть электората СДЦ стали сторонниками блока Народного альянса и Народно-демократической партии, которые впоследствии объединились в Народную партию, ставшую главной консервативной силой страны и основной альтернативой ИСРП.
После провала на выборах многие бывшие министры и руководители СДЦ также присоединились к Народной партии. 18 февраля 1983 года Союза демократического центра был распущен.

## Итоги распада
На протяжении 1982 года и после самороспуска партии в 1983 году выходцы из СДЦ создали целый ряд партий. Наиболее значимыми из них являются:
- Демократический и социальный центр — основан Адольфо Суаресом в июле 1982 года.
- Народно-демократическая партия (исп. Partido Demócrata Popular, PDP) — создана в августе 1982 года сторонниками Оскара Альсаги после раскола христианско-демократической фракции СДЦ. После самороспуска к ней присоединилась большая часть оставшихся членов фракции. В выборах 1982 и 1986 годов участвовала совместно с Народным альянсом; затем действовала самостоятельно под названием Христианская демократия (исп. Democracia Cristiana); в 1989 году влилась в Народную партию.
- Партия демократического действия (исп. Partido de Acción Democrática, PAD) — создана в феврале 1982 года членами социал-демократической фракции во главе с Ф. Фернандесом Ордоньесом. Входила в коалицию с ИСРП, в состав которой в 1983 году и вошла.
- Либерально-демократическая партия (исп. Partido Demócrata Liberal, PDL) — создана в июле 1982 года частью членов либеральной фракции во главе с Антонио Гарригесом Уокером. В 1984 году, после неудачи на муниципальных выборах 1983 года, вошла в состав Демократической реформистской партии (исп. Partido Reformista Democrático, PRD), которая самораспустилась после провала на всеобщих выборах 1986 года.
- Независимая галисийская партия (исп. Partido Gallego Independiente, PGI), Конвергенция независимых Галисии (исп. Converxencia de Independientes de Galicia, CIG) и Центристы Оренсе (исп. Centristas de Ourense) — галисийские региональные партии. PGI была создана в 1978 году Хосе Луисом Мейланом, в 1979 году вошла в состав СДЦ и была воссоздана после развала Союза. Две остальные партии были созданы бывшими членами СДЦ после его самороспуска. В 1984 году все три партии и примкнувшая к ним Партия галисийцев объединились в Галисийскую коалицию (исп. Coalición Galega) во главе с бизнесменом и политиком Эулохио Гомесом Франкэйра. Наибольших успехов достигла на региональных выборах 1985 года (11 депутатов) и всеобщих в 1986 (1 место в Конгрессе). Внепарламентская с 1993 года.
- Центристы Галисии (исп. Centristas de Galicia) — галисийская региональная партия, созданная в августе 1985 года на базе Центристов Оуренсе во главе с Викторино Нуньесом (президент Совета Оуренсе, а затем парламента Галисии). С 1985 по 1990 год участвовала в выборах в коалиции с Народным альянсом, в 1991 году вместе и Галисийской коалицией. В конце 1991 года интегрировалась в состав Народной партии.
- Тенерифская ассоциация независимых (исп. Agrupación Tinerfeña de Independientes) — создана в 1983 году мэром Санта-Крус-де-Тенерифе Мануэлем Эрмосо на базе СДЦ на Тенерифе. Позже объединилась с аналогичными группами других остров Канарского архипелага в организацию «Канарские независимые», а затем в Канарскую коалицию.
- Канарская либеральная партия (исп. Partido Canario Liberal), Центристы Канарских островов (исп. Centristas de Canarias) и Канарская конвергенция (исп. Convergencia Canaria) — канарские региональные партии, принявшие участие в выборах 1983 года; затем входили в коалиции (Конвергенция с либеральными демократами и реформистами, а затем с либералами, Центристы с народными демократами), каждый раз со смешанными результатами.
- Мальоркинский союз[англ.] (исп. Unió Mallorquina) — создана в октябре 1982 года президентом Островного совета Мальорки Джерони Альберти. Первоначально была союзником либеральных демократов и реформистов. В период с 1987 по 2010 год неоднократно участвовала в формировании регионального правительства Балеарских островов. Самораспустился в 2011 году.
- Риохская прогрессивная партия (исп. Partido Riojano Progresista) — создана в декабре 1982 года президентом Регионального совета Ла-Риохи Родригесом Мороем. Позже изменила своё название на Риохская партия. Вплоть до 2015 года была представлена в региональном парламенте.
- «Единая Эстремадура» (исп. Extremadura Unida) — регионалистская партия, созданная в 1980 году Педро Каньяда Кастильо, сенатором от СДЦ. Дл 1999 года была представлена в парламенте Эстремадуре.
- Независимая провинциальная ассоциация Сьюдад-Реаль (исп. Agrupación Provincial Independiente de Ciudad Real) — сформирована в преддверии 1983 выборов года.

## Конгрессы
- Апрель 1977. Леопольдо Кальво-Сотело и Бустело объявил о создании коалиции Союз демократического центра. Генеральным секретарём избран Леопольдо Кальво-Сотело.
- Май 1978. Генеральным координатором избран депутат от Толедо Рафаэль Ариас-Сальгадо[исп.].
- 19—21 октября 1978 года — I Конгресс (Мадрид). Коалиция преобразована в партию. Президентом партии избран Адольфо Суарес (91,4 % делегатов). Генеральным секретарём избран Р. Ариас-Сальгадо.
- 6—8 февраля 1981 — II Конгресс (Пальма-де-Майорка). Адольфо Суарес стал почётным президентом партии, новым президентом избран министр обороны Агустин Родригес Саагун[исп.] (58 %), генсекретарём — депутат от Астурии Рафаэль Кальво Ортега[исп.].
- 21 ноября 1981 — Политсовет. Новым президентом избран Леопольдо Кальво Сотело (79,7 %), генсекретарём (30 ноября) — министр культуры Иньиго Каверо[англ.].
- 13 июля 1982 — Политсовет. Новым президентом избран президент Конгресса депутатов Ланделино Лавилья[англ.] (67,3 %), генсекретарём переизбран Иньиго Каверо.
- 11—12 декабря 1982 — III Конгресс (Мадрид). Ланделино Лавилья переизбран президентом (74,9 %), генсекретарём стал Хуан Антонио Ортега Диас Амброна. Христианские демократы (сторонники Майора Ореха) превзошли численностью «азулес» (сторонники Мартина Вильи). Либералы и социал-демократы вышли из партии.

## Фракции
- «Суаристы» — сторонники основателя партии Адольфо Суареса, заметные деятели: Родригес Саагун, Кальво Ортега, Фернандо Абриль Марторель[исп.]. В июле-августе 1982 года покинули СДЦ, перейдя в новую партию своего лидера Демократический и социальный центр.
- «Асу́лес» — сторонники бывшего министра внутренних дел Родольфо Мартина Вильи, заметные деятели: Иньиго Каверо, Гарсия Диес и Габриэль Сиснерос. После роспуска СДЦ вступили в Народную партию.
- Кальво Сотело — сторонники Леопольдо Кальво Сотело, заметный деятель: Рафаэль Ариас-Сальгадо. После роспуска СДЦ вступили в Народную партию.
- «Критики» — сторонники Ланделино Лавильи.
- Христианские демократы — лидеры Оскар Альсага, Хосе Луис Альварес, Хайме Майора Ореха, Каверо. В июле-августе 1982 года Оскар Альсага и его сторонники создают Народно-демократическую партию. После роспуска СДЦ вступили в партию Альсаги, а затем в Народную партию.
- Либералы — лидеры Игнасио Камуньяс и Сатрустеги. В июле-августе 1982 года перешли в Либерально-демократическую партию.
- Социал-демократы — лидер Франсиско Фернандес Ордоньес. В феврале-марте 1982 почти все вышли из СДЦ, создав Партию демократического действия.
- «Эрреристас» — сторонники депутат Мигеля Эрреро и Родригеса де Миньона. В феврале 1982 года вышли из СДЦ, в июле вступили в Народный альянс.
- Либеральное гражданское действие — сторонники политика и дипломата Хосе Марии де Ареильса. В июле-августе 1982 года присоединились к Центристской группе.

## Результаты на выборах
Выборы в Генеральные кортесы Испании
| Год  | Результат | Результат | Результат | Места      | Места      | Лидер             | Победитель                                |
| Год  | Голоса    | %         | #         | Конгресс   | Сенат      | Лидер             | Победитель                                |
| ---- | --------- | --------- | --------- | ---------- | ---------- | ----------------- | ----------------------------------------- |
| 1977 | 6 310 391 | 34,44     | #1        | 165 из 350 | 106 из 208 | Адольфо Суарес    | Союз демократического центра              |
| 1979 | 6 268 593 | 34,84     | #1        | 168 из 350 | 118 из 208 | Адольфо Суарес    | Союз демократического центра              |
| 1982 | 1 425 093 | 6,77      | #3        | 11 из 350  | 4 из 208   | Ланделино Лавилья | Испанская социалистическая рабочая партия |